# Долгопятов, Прокопий Семёнович
Проко́пий (Проко́фий) Семёнович Долгопя́тов (1897, станица Канеловская, Ейский отдел, Кубанская область, Российская империя — 27 февраля 1943, Свободненский ИТЛ НКВД, Амурская область) — российский и советский военный, сотрудник органов госбезопасности, соратник Е. Г. Евдокимова. Государственный и политический деятель СССР. Депутат Верховного Совета СССР 1-го созыва (1937).

## Биография

### Детство и юность
Родился в 1897 году в станице Канеловской Кубанской области Российской империи в бедной семье русского батрака-иногородца. 

Работать начал с раннего возраста, бросив учёбу в начальной школе. По другим данным, окончил церковно-приходскую школу в станице Канеловской в 1909 году. С июня 1909 (по другим данным, с 1910) года Долгопятов — ученик кровельщика, подмастерье. До Первой мировой войны работал кровельщиком, маляром.

### Первая мировая война
С сентября 1915 (по другим данным, с 1916) года — на службе рядовым в 17-м драгунском Нижегородском Его Величества полку. За избиение офицера был арестован и заключён в Минский острог. По некоторым данным, изначально приговаривался к смертной казне, но во время немецкого наступления сумел сбежать из-под стражи. С 1916 года — рядовой маршевого батальона запасного кавалерийского полка. Затем служил в унтер-офицерских чинах, дослужился до вахмистра Русской Императорской армии. Воевал на турецком и германском фронтах. За боевые заслуги и храбрость, проявленные в боях, был награждён тремя Георгиевскими крестами.

### Революция и гражданская война
- В октябре 1917 года принимал активное участие в Октябрьской революции.
- С 1917 года — член РСДРП(б), командир красногвардейского отряда в Армавире.
- С 1918 года командовал отрядом Ейской группы войск; участник боев с белогвардейцами под Таганрогом, Армавиром, станицами Невинномысской и Белореченской. Участвовал в боях против частей Добровольческой армии Л. Г. Корнилова и войск А. И. Деникина под Екатеринодаром. Во время войны был тяжело ранен, лечился в военном госпитале в Воронеже.
- С 1919 года — комендант города Орехова и врид. Бердянского уездного военного комиссара.
- С апреля 1919 года — командир отряда по борьбе с бандитизмом в Бердянском уезде Таврической губернии.
- С июня — председатель Ново-Оскольской уездной Чрезвычайной комиссии.
- В июле того же года — сотрудник регистратуры (военной разведки), работал в тылу белых.
- В августе был откомандирован в Москву и назначен на должность коменданта Особого отдела Московской ЧК, который в то время возглавлял Е. Г. Евдокимов.
- В начале ноября в подмосковном Краскове принимал участие в разгроме штаб-квартиры анархистов «Всероссийского повстанческого комитета революционных партизан», устроивших 25 сентября взрыв в помещении Московского комитета РКП(б), вследствие которого 12 человек погибли, а 55 получили ранения различных степеней тяжести (см. Взрыв в Леонтьевском переулке).[4]
- В 1919 году — на партийной работе на Украине под началом переведённого туда же Е. Г. Евдокимова, который начал там формировать сплочённую команду чекистов — евдокимовцев (как они сами себя называли), впоследствии ставших его главной опорой в борьбе с «активной контрреволюцией и бандитизмом». Кроме Долгопятова в команду Евдокимова вошли такие люди, как М. П. Фриновский, Э. Я. Грундман, Ф. Т. Фомин, Л. М. Заковский, К. И. Зонов, П. И. Магничкин и другие.
- В 1919—1920 годах — на подпольной работе в Батуми.
- В 1920 году Прокофий Долгопятов — командир отряда крымской ударной группы Особых отделов ВЧК Южного и Юго-Западного фронтов.
- В 1920—1921 годах — комбриг кавалерийских войск ВЧК. В конце лета 1921 года в районе Джанкоя уничтожил солдат армии Н. И. Махно, возвращавшихся из Крыма.[5]

### Послевоенные годы
- В 1921—1922 годах — особоуполномоченный Всеукраинской ЧК при СНК Украинской ССР. Участвовал в борьбе с «польской контрреволюцией», принимал участие в ликвидации нескольких хорошо законспирированных крупных польских шпионских организаций.
- В 1922 году вместе с остальными евдокимовцами перебрался из Харькова в Киев, где активно боролся с украинским повстанческо-бандитским движением, имевшим поддержку из-за рубежа.
- С 1922 по 1923 год был командиром кавалерийского дивизиона ГПУ.
- В 1923—1924 годах — помощник начальника Отдела по борьбе с бандитизмом Полномочного представительства ОГПУ по Юго-Востоку. В это время ликвидировал несколько вооружённых банд в Сальских степях. Был удостоен звания «Почётный сотрудник госбезопасности».[6]
- С 1924 года — секретарь ПП ОГПУ по Юго-Востоку — Северо-Кавказскому краю; начальник Оперативного пункта.
- В 1925 (по другим данным, в 1926) году — курсант Высшей пограничной школы ОГПУ.
- 9 июля 1927 года назначен комендантом участка 32-го Новороссийского пограничного отряда ОГПУ.
- 28 декабря 1927 в связи с 10-летием ВЧК-ОГПУ награждён высшей в то время государственной наградой — орденом Боевого Красного Знамени[7].
- 1 октября 1928 года Долгопятов возглавил манёвренную группу Новороссийского погранотряда, которой командовал до 16 октября 1929 года. При нём мангруппа отличилась в операции по ликвидации ячейки известной законспирированной монархической организации «Имяславцы».
- С 1930 года — в Москве. С лёгкой руки Евдокимова, возглавившего в 1929 году аппарат Секретно-оперативного управления ОГПУ, получил должность сотрудника для особых поручений.

М. А. Тумшис, А. П. Папчинский. «1937. Большая чистка. НКВД против ЧК»:

«Ефим Георгиевич любил собирать у себя дома близких ему сотрудников. Эти застолья всегда имели атмосферу „батьковщины, атаманщины и взаимной поруки“, где Евдокимова славословили, превозносили как руководителя, умевшего активно показать себя. Праздничные ужины нередко затягивались до поздней ночи. После „…окончания с тостами“ вечеринки продолжались пением хоровых украинских и казачьих песен, русских частушек, „в которых запевалой был сам Евдокимов, а также пляской“. <…> За пианино садился Николаев-Журид или Абулян, на балалайке либо гитаре играл младший брат Евдокимова Пётр (за что, вероятно, и получил кличку Петрушка), и праздник продолжался. Там, за столом, за едой, выпивкой и тостами, во время пения песен и частушек, а также плясок укреплялись и срастались личные отношения Евдокимова с приближёнными к нему чекистами. Теперь они вместе всё больше и больше напоминали семью, а точнее, некий семейный клан. Частыми гостями подобных застолий были А. И. Кауль, Н. Г. Николаев-Журид, В. М. Курский, Я. А. Дейч, Н. Миронов-Король, B. C. Гофицкий, Я. М. Вейншток, П. С. Долгопятов, Э. Я. Грундман, А. И. Михельсон, И. А. Дубинин, К. К. Мукке, А. Г. Абулян, Л. А. Мамендос, Ф. Т. Фомин, М. Г. Раев-Каминский, М. П. Фриновский, К. А. Павлов, И. Я. Дагин, К. И. Зонов и другие».
- В 1931—1932 годах учился в Военной академии РККА им. М. В. Фрунзе.
- С 1932 по 1934 год был начальником Особого отдела Новочеркасского военного гарнизона.[8]
- С января по октябрь 1934 года — начальник Управления НКВД Карачаевской автономной области. За время службы ликвидировал несколько крупных бандитских группировок.[9]
- 25 декабря 1935 года Долгопятову было присвоено звание капитан государственной безопасности.[10]

#### Кавалерийский пробег 1935—1936
С декабря 1935 на январь 1936 года в составе отряда из 48-ми человек, состоявшего главным образом из 39-ти кавказских колхозников 12-ти разных национальностей, а также нескольких военных, метеорологов, врача, ветеринара, журналистов и кинооператоров, Долгопятов участвовал в известном 47-дневном конном походе (кавалерийском пробеге) вокруг Кавказского хребта. Вместе с остальными участниками он прошёл по горным тропам в общей сложности 3015 километров. За участие в мероприятии всесоюзного значения 13 марта он был удостоен ордена «Знак Почёта» и серебряной медали «Дружба народов Кавказа».
Красный Карачай (25 декабря 1935):

«Когда кавказские джигиты проходили перевал, по сёлам Абхазии готовились к встрече конников. В селении Ажары проходила сходка трудящихся единоличников. Молодые сваны готовились выйти навстречу дерзнувшим прийти в Абхазию через Клухор. Тогда выступал присутствующий на сходке 115 летний старик Чаплиани и сказал: 
 — Не ходите. Они не придут. Верьте мне, прожившему здесь много десятков лет. Я не видел в зимнее время путника на этом пути. 
 А когда группа сванов встретила нас у большого камня, первый вопрос был: 
 — Сколько потеряли лошадей и человек? 
 И долго не верили, что переход прошли без потерь и удивлялись бодрости людей».

### Последние годы службы
- В марте 1936 года стал уполномоченным НКВД по Карачаевской АО.
- В 1937 году — начальник Карачаевского областного управления НКВД.
- 8 февраля был назначен заместителем начальника Городского отдела УНКВД Северо-Кавказского края.[15]
- С 22 февраля по 25 января служил начальником УНКВД Адыгейской АО.[16]
- 8 июля Долгопятову было присвоено звание майор государственной безопасности.[17]
- С 8 августа — начальник Новочеркасского Главного управления НКВД.
- 12 декабря избран депутатом Верховного Совета СССР.[18][19][20][21][22]

«Много работают над собой депутаты т.т. Долгопятов, Шаповалов и Ватутина. Они изучают новый учебник „Краткий курс истории ВКП(б)“, повышают свой идейно-политический и общеобразовательный уровень, систематически читают центральную и местную печать».— История сельского хозяйства и крестьянства Адыгеи (1870-1993 гг.)
- 19 декабря «за образцовое и самоотверженное выполнение важнейших правительственных заданий» был награждён орденом Красной Звезды и именным серебряным портсигаром.[24]
- 15 октября 1938 года был награждён юбилейной медалью «XX лет Рабоче-Крестьянской Красной Армии».[25]

### Арест и смерть
- 25 января 1939 года Прокофий Долгопятов был арестован, как один из причастных к «заговору в органах НКВД, во главе которого стояли Ежов, Фриновский и Евдокимов».
- 28 февраля уволен в связи с арестом, согласно ст. 38 п. «в» Положения о службе в ГУГБ НКВД от 16.10.1935.[26]
- 14 мая был приговорён Военной коллегией Верховного суда СССР по ст. 17-58-7, 17-58-11 УК РСФСР к 15 годам ИТЛ, в отличие от многих других евдокимовцев, приговорённых к расстрелу.

Из судебного приговора ВК ВС СССР от 14 мая 1939 г.:

«<…>Предварительным и судебным следствием установлено, что Долгопятов на протяжении ряда лет являлся участником а/с заговорщической террористической организации, действовавшей в органах НКВД, находился в организационных связях с одним из руководящих участников этой организации Евдокимовым, а будучи начальником Управления НКВД по Адыгейской области, занимался вредительской деятельностью путём умышленного сохранения от разгрома к/р кадров, необоснованных арестов и фальсификации следственных дел<…>».
- С 19 июня 1939 года отбывал наказание в Севвостлаге НКВД.
- С 13 сентября 1942 года переведён в Свободлаг НКВД.[27]
- 27 (по другим данным, 28) февраля 1943 года скончался[28] в больнице «Красная Заря» при 1‑м отделении Свободненского ИТЛ.[29]

## Вопрос о реабилитации
Постановлением Главной военной прокуратуры от 8 августа 1966 года в реабилитации было отказано. В 2013 году по инициативе Главной военной прокуратуры Российской Федерации в Верховном суде, наряду с другими делами сотрудников НКВД, репрессированных в 30‑е годы, состоялся пересмотр приговора в отношении Долгопятова. Определением Военной коллегии Верховного суда от 13 мая 2014 года он был признан не подлежащим реабилитации. Ранее, в 1999 году, Верховный суд также отказал в реабилитации бывшего сотрудника госбезопасности.

«<…> Осинин-Винницкий реабилитации не подлежит. Аналогичные решения по надзорным представлениям заместителя Генерального прокурора Российской Федерации — Главного военного прокурора приняты в последнее время Военной коллегией Верховного суда Российской Федерации и в отношении других палачей — бывших начальников управлений НКВД: по Московской области Цесарского В. Е., по Дальневосточному краю Горбача Г. Ф., по Орловской области Симановского П. Ш., по Приморской области ДВК Диментмана М. И., по Ростовской области Гречухина Д. Д., по Адыгейской области Долгопятова П. С., по Куйбышевской области Бочарова И. Я. и его заместителя Деткина Н. А., по Ойротской автономной области (ныне Республика Алтай) Алтайского края Жигунова М. М., а также бывшего заместителя министра внутренних дел УССР комиссара госбезопасности 3 ранга Мильштейна С. Р., бывшего начальника Красноярского ИТЛ Шатова-Лившена Е. С., бывшего начальника Новороссийского городского отдела НКВД Абакумова Н. А.»— Красная Звезда (2 апреля 2013)

## Награды и звания

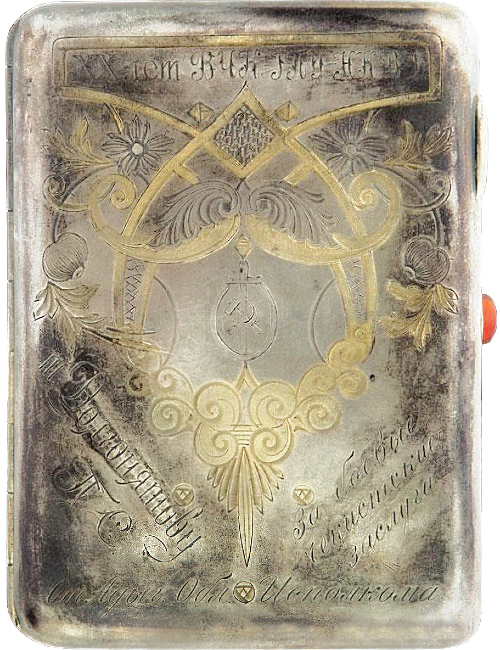
Портсигар Долгопятова с надписью «ХХ лет ВЧК-ГПУ-НКВД // т. Долгопятову П. С. // за боевые чекистские заслуги // От Адыг. Обл. Исполкома»

### Награды Российской империи
- Георгиевский крест II степени (до 1917)
- Георгиевский крест III степени (до 1917)
- Георгиевский крест IV степени (до 1917)

### Награды СССР
- Нагрудный знак «Почётный работник ВЧК-ОГПУ (V)» № 229 (1924)
- Орден Боевого Красного Знамени (28.12.1927)
- Орден «Знак Почёта» (13.03.1936)
- Серебряная медаль «Дружба народов Кавказа» (1936)
- Портсигар именной, серебряный с позолотой(1937)
- Орден Красной Звезды (19.12.1937)
- Юбилейная медаль «XX лет Рабоче-Крестьянской Красной Армии» (15.10.1938)

### Специальные звания
- Капитан государственной безопасности (25.12.1935)
- Майор государственной безопасности (08.07.1937)